# Norgesmesterskapet 1932
La Norgesmesterskapet 1932 di calcio fu la 31ª edizione del torneo. La squadra vincitrice fu il Fredrikstad, che vinse la finale contro lo Ørn con il punteggio di 6-1.

## Terzo turno
| Squadra 1       | Risultato   | Squadra 2   |
| --------------- | ----------- | ----------- |
| Aalesund        | 5 – 2       | Larvik Turn |
| Lisleby         | 3 – 0       | Berger      |
| Sarpsborg       | 2 - 2 (dts) | Brage       |
| Kvik Halden     | 3 – 1       | Brann       |
| Djerv 1919      | 1 - 3       | Lyn Oslo    |
| Fram Larvik     | 3 – 1       | Donn        |
| Vålerengen      | 6 – 4       | Drafn       |
| Kristiansund FK | 0 - 3       | Drammens    |
| Gjøvik-Lyn      | 0 - 3       | Fredrikstad |
| Storm           | 1 – 0       | Gjøa        |
| Hardy           | 2 – 1       | Stavanger   |
| Kvik            | 0 - 1       | Moss        |
| Mjøndalen       | 8 – 2       | Ranheim     |
| Tønsberg Turn   | 0 - 5       | Odd         |
| Ørn             | 1 – 0       | Selbak      |
| Torp            | 7 – 0       | Urædd       |

### Ripetizione
| Squadra 1 | Risultato | Squadra 2 |
| --------- | --------- | --------- |
| Sarpsborg | 2 – 1     | Brage     |

## Quarto turno
| Squadra 1   | Risultato | Squadra 2   |
| ----------- | --------- | ----------- |
| Fredrikstad | 9 – 1     | Aalesund    |
| Drammens    | 2 – 0     | Fram Larvik |
| Hardy       | 0 - 1     | Lisleby     |
| Storm       | 1 - 2     | Kvik Halden |
| Lyn Oslo    | 0 - 1     | Ørn         |
| Moss        | 1 - 2     | Mjøndalen   |
| Odd         | 0 - 1     | Torp        |
| Sarpsborg   | 2 – 1     | Vålerengen  |

## Quarti di finale
| Squadra 1   | Risultato   | Squadra 2   |
| ----------- | ----------- | ----------- |
| Lisleby     | 2 – 1 (dts) | Drammens    |
| Torp        | 0 - 2       | Fredrikstad |
| Kvik Halden | 1 - 2       | Ørn         |
| Mjøndalen   | 3 – 2       | Sarpsborg   |

## Semifinali
| Squadra 1   | Risultato | Squadra 2 |
| ----------- | --------- | --------- |
| Fredrikstad | 3 – 0     | Mjøndalen |
| Ørn         | 3 – 1     | Lisleby   |

## Finale
| Arbitro: | Carlsen |

|                                                          |           |                 |
| Børresen 8’ Sv. Moe 15’, 24’, 48’, 82’ F. Johannesen 65’ | Marcatori | 10’ Thorstensen |

### Formazioni
| Fredrikstad |  |                   |
|             |  |                   |
|             |  | Ivar Olsen        |
|             |  | Ragnvald Olsen    |
|             |  | Egil Brenna Lund  |
|             |  | Oscar Nilsen      |
|             |  | Håkon Johannessen |
|             |  | Just Johannesen   |
|             |  | Finn Johannesen   |
|             |  | Sten Moe          |
|             |  | Sverre Moe        |
|             |  | Arne Børresen     |
|             |  | Morten Pettersen  |